# Iotrochota abyssi
Iotrochota abyssi är en svampdjursart som först beskrevs av Carter 1874.  Iotrochota abyssi ingår i släktet Iotrochota och familjen Iotrochotidae. Inga underarter finns listade i Catalogue of Life.